# Live in Cape Town
Live in Cape Town är ett livealbum från 2003 av brassgruppen Brazz Brothers och sydafrikanska sånggruppen Women Unite. Konserten är inspelad den 20 februari i Kapstaden, Sydafrika.

## Låtlista
1. "Mabhongo" (Myolisi Mayekana) – 3:49
2. "Shikisha" (Trad.) – 1:22
3. "Umtshato" (Trad.) – 4:27
4. "Wedding" (Abdullah Ibrahim) – 4:23
5. "Umona" (Jan Magne Førde) – 4:30
6. "Too-Kah" (Abdullah Ibrahim) – 4:11
7. "Awile-wile" (Trad.) – 0:30
8. "Igqirha" (Trad.) – 7:22
9. "Woyaya" (Sol Amafio) – 5:04
10. "Ufane Wavala" (Trad.) – 4:58
11. "Izintsiswa" (Trad.) – 2:20
12. "Take Five" (Paul Desmond) – 4:32

- Arrangemang:
- Helge Førde (1-4, 6, 9, 10, 12)
- Women Unite (7, 11)
- Stein Erik Tafjord (8)

## Medverkande

### Women Unite
- Thandi Budlu-Swaartbooi — sång, percussion, maracas
- Nmonde Swaartbooi — sång, percussion, maracas
- Brenda Siyo — sång, percussion, maracas
- Palesa Moeketsi — sång, percussion
- Mizana Gaika — sång, percussion, maracas
- Queen Mhayi — sång, percussion
- Fancy Galada — sång, percussion, maracas
- Pamela Mntati — sång, percussion, maracas

### Brazz Brothers
- Jan Magne Førde — trumpet, flygelhorn
- Helge Førde — trombon
- Jarle Førde — trumpet, flygelhorn
- Stein Erik Tafjord — tuba
- Runar Tafjord — valthorn
- Marcus Lewin — trummor